# Сімен Геґстад Крюґер
Сімен Геґстад Крюґер (норв. Simen Hegstad Krüger) — норвезький лижник, дворазовий олімпійський чемпіон, олімпійський медаліст, триразовий чемпіон світової першості та призер чемпіонату світу. 
Золоту олімпійську медаль та звання олімпійського чемпіона Крюгер виборов у скіатлоні на Олімпіаді у корейському Пхьончхані. Ще одну золоту медаль він здобув у складі норвезької естафетної команди. На дистанції 15 км вільним стилем на тій же Олімпіаді він був другим.
На світовій першості 2021 року, що проходила в німецькому Оберстдорфі, Крюгер був другим у скіатлоні.

## Олімпіада
- 4 медалі (2 золоті, 1 срібна? 1 бронзова)

| Рік  | Вік | 15 км індивідуальна | 30 км скіатлон | 50 км масстарт | Спринт | 4 × 10 км естафета | Командний спринт |
| ---- | --- | ------------------- | -------------- | -------------- | ------ | ------------------ | ---------------- |
| 2018 | 24  | 2                   | 1              | —              | —      | 1                  | —                |
| 2022 | 28  | —                   | —              | Бронза         | —      | —                  | —                |

## Виступи на чемпіонатах світу
- 7 медалей – (6 золотих, 0 срібних, 1 бронза)

| Рік  | Вік | 10 км  | Скіатлон 15 км | 50 км мас-старт | Спринт | Естафета 4 × 5 км | Команднй спринт |
| ---- | --- | ------ | -------------- | --------------- | ------ | ----------------- | --------------- |
| 2019 | 25  | —      | —              | 5               | —      | —                 | —               |
| 2021 | 27  | Срібло | Срібло         | Бронза          | —      | —                 | —               |